# Srednjoškolsko igralište Elipsa
Srednjoškolsko igralište u Zagrebu, nekadašnja Elipsa, smješteno je između Klaićeve ulice na sjeveru i Ulice Izidora Kršnjavoga na jugu, te između Roosveltovog trga na istoku i Kačićeve ulice na zapadu (bivše: produžena Kukovićeva ulica, Vojnička cesta, Savska cesta i gradsko zemljište „Ciglana“). Postoji od 1891. godine kada je Hrvatski klub biciklista „Sokol“ izgradio prvo biciklističko trkalište u Zagrebu. Preuređivan nekoliko puta, a današnji izgled ima od 1935. godine.

## Igralište
Srednjoškolsko igralište u središnjem dijelu ima nogometni teren dimenzija 65 m × 100 m prekriven sitnim uvaljanim šljunkom i atletsku stazu duljine 333,3 m širine 6,25 m prekrivenu šljakom sa šest trkačkih staza. Između nogometnog igrališta i trkaće staze nalaze se četiri zaletišta za skokove u dalj. Na sjeveroistočnoj strani smještena su dva košarkaška igrališta, a s istočne strane rukometno igralište. Teniski tereni su na zapadnoj strani Igrališta. Igralište je na zapadnoj strani imalo sjedeću tribinu s pet redova drvenih klupa za smještaj 600 do 1000 gledatelja. Danas postoje samo zemljani nasipi s istočne i zapadne strane.

## Povijest
Godine 1891. izgrađeno prvo biciklističko trkalište u Zagrebu duljine 333 metara s tribinama koje su djelomično bile natkrivene. Zbog početka gradnje školskih zgrada trkalište se zatvara 1895. godine. Jedan dio športskog igrališta se uređuje u obliku elipse prema uzoru na igralište u Görlitzu (Njemačka). Krajem 19. stoljeća na južnoj i sjevernoj strani uređuju se teniski tereni, tada jedini u Zagrebu do 1906. godine. Početkom 20. stoljeća na jugozapadnom dijelu uređuje se igralište za kriket, oko središnjeg igrališta uređuje se trkača staza, a obodno su zasađena brojna stabla divljih kestenova. Godine 1905. igralište se proširuje na područje „Ciglane“ s kojeg se izmještaju vojne barake i u to vrijeme je jedino ograđeno športsko igralište u Zagrebu gdje se svakodnevno održava tjelesna nastava učenika osnovnih i srednjih škola. HAŠK i “Academia“ 1905. godine dobivaju dozvolu za korištenje igrališta za potrebe svojih treninga. Zbog eliptičnog oblika teren nije odgovarao nogometašima jer se nije moglo igrati preko krila niti izvoditi udarce iz kuta. Godine 1908. teren se pretvara u pravokutni oblik zahvaljujući natkrivanju potoka Kraljevac i proširenju igrališta na zapad. Tada je to, uz nogometno igralište HAŠK-a kod vodovodnog spremišta na Tuškancu, jedino nogometno igralište u Zagrebu. Za vrijeme Prvog svjetskog rata na igralištu se podiže deset dugačkih vojničkih baraka koje ostaju sve do 1931. godine kada učenici Prve muške realne gimnazije s direktorom Pavlom Serdarom i profesorom tjelesnog odgoja Vladimirom Jankovićem pokreću akciju uređenja Srednjoškolskog igrališta. Godine 1934. se prema planovima arhitekta Egona Steinmanna uređuju igrališta. Podiže se betonsko-čelična ograda dužine 500 m i visine 100 cm do 150 cm. Središnje igralište se postavlja u smjeru sjever-jug dimenzija 65 m × 100 m te se koristi za veliki rukomet. Igralište je danas u javnoj upotrebi i koriste ga učenici okolnih srednjih i osnovnih škola.

## Značajnije športske priredbe
- 1891. – 1895.: Biciklističke utrke
- 1896.: U ožujku športske igre za gledatelje  organizirane prema programu Olimpijskih igara (ujedno i završna svečanost prvog „Tečaja za učitelje gimnastike“ (1894. – 1896.) koju je priredio Franjo Bučar)
- 1905.: Prva hrvatska srednjoškolska gimnastička svečanost koju organizira Franjo Bučar. Sudjeluje 1200 učenika pred 4000 gledatelja
- 1906.: 18. listopada juniorska nogometna trening utakmica: HAŠK – Academia 5:0
- 1909.: 16. svibnja nogometna utakmica: HAŠK  –  BEAC 3:0
- 1910.: 7. svibnja prva međunarodna utakmica „Concordije“: Concordia  –  Sturm Graz 2:4
- 1910.: 28. rujna prva nogometna (prekinuta) utakmica HAŠK-a i Concordije: HAŠK  –  Concordia 0:1
- 1910.: 12. svibnja nogometna utakmica: HAŠK  –  MTK  0:4
- 1910.: 25. listopada završna nogometna utakmica prvog turnira srednjoškolskih zavoda u Zagrebu 1909./10.: Donjogradska realna gimnazija –  Trgovačka akademija 6:0
- 1911.: 16. travnja i 17. travnja nogometne utakmica: HAŠK  –  reprezentacija Češke 0:8 i 1:7
- 1935.: 1. i 2. svibnja otvorenje Srednjoškolskog igrališta